# Villanueva de Gállego
Villanueva de Gállego es un municipio español de la provincia de Zaragoza, en la comunidad autónoma de Aragón. Situado en el centro de la depresión del Ebro sobre depósitos cuaternarios, junto al río Gállego, a 244 m de altitud, con una superficie de 76 km y una población empadronada de 4814 habitantes (INE 2024), a los que se conoce con el gentilicio de villanovenses. Comprende las entidades de población de Villanueva de Gállego y El Comercio.

## Geografía
Integrado en la Comarca Central de Aragón, se sitúa a 17 km² del centro de Zaragoza. El término municipal está atravesado por la autovía Mudéjar (A-23) y por tramos de la antigua carretera N-330, además de por la carretera autonómica A-1102, que se dirige hacia Castejón de Valdejasa. 
El relieve del municipio está definido por los depósitos cuaternarios propios de la depresión del Ebro y del río Gállego, que hace de límite oriental con Zaragoza (barrio de Peñaflor). En el extremo noroccidental el terreno asciende hasta los 450 m, en las estribaciones de los Montes de Zuera. La altitud oscila entre los 453 m al oeste y los 220 m a orillas del río Gállego. El pueblo se alza a 244 m sobre el nivel del mar.
| Noroeste: Zaragoza | Norte: Zuera  | Noreste: Zuera y Zaragoza |
| Oeste: Zaragoza    |               | Este: Zaragoza            |
| Suroeste: Zaragoza | Sur: Zaragoza | Sureste: Zaragoza         |

### Accesos
Desde la antigüedad la forma más normal de llegar a Villanueva es siguiendo la antigua calzada romana que partía de Zaragoza hacia Osca o, siguiendo el curso del río Gállego, hasta los pasos fronterizos de los Pirineos. Hoy día lo normal es utilizar la autovía de Sagunto-Somport (Autovía Mudéjar A-23) por Zaragoza, siguiendo la Nacional-330. Villanueva de Gallego , salida 301.
Quedan restos de estas antiguas calzadas gracias a las balsas que abastecían las mismas como la de Pesqueras, las Alcantáaillas y la del Ginebro. Otra calzada romana que atraviesa el término municipal es el viejo camino de Castejón de Valdejasa, que llevaba hasta Pamplona. Aquí quedan todavía las balsas de Fornillé y del Piojo. Restos del Santuario de la Venta de Coscón y empedrado en el alto de Esteban en el kilómetro 21 de la carretera de Villanueva a Castejón, en el centro de los pinares.

## Historia
Consta la existencia de villas romanas junto al cauce inferior del río Gállego, al menos desde el siglo III, a este respecto, se han encontrado mosaicos junto a la torre de Guallart y restos de esta época a lo largo de toda la huerta.
El asentamiento más importante de la zona sería, sin duda, un azud que servía agua a la ciudad de Zaragoza a través de un canal y que en la actualidad es conocido como "acequia de Rabal". Durante la dominación musulmana este lugar pasó a conocerse como Burjazud o torre del azud.
Con el avance cristiano hacia el valle del Ebro comenzaron a diversificarse diversos asentamientos en torno al monte del Castellar. Esta situación sin duda creó diversos conflictos, pues es conocida la mediación del Cid frente a Sancho Ramírez para que dejara libre el acceso a las zonas musulmanas de las bajas Cinco Villas.
Tras la conquista de Zaragoza por las tropas de Alfonso I el Batallador aparece el asentamiento de Villanuova, al que Ramón Berenguer IV otorgaría una serie de derechos de colonización, dentro de la jurisdicción de Zaragoza. En 1160 los monjes cistercienses se instalaron en la torre de Juncería, junto al Gállego, y desde esta abadía iniciaron su expansión por las tierras bajas del Ebro, trasladándose a Rueda en 1202. En 1248 el Concejo de Villanueva, junto con los vecinos de Burjazud y del Merzalar, tomaron la decisión de unirse en un solo lugar que pasó a llamarse Villanueva de Burjazud y levantar una iglesia en el solar donde hoy se encuentra la plaza de España de Villanueva; de todo este primitivo conjunto tan sólo queda la torre renacentista de finales del siglo XVI. 
A finales del siglo XV contaba con varios molinos papeleros, uno de ellos en la granja de Juncería y otro en el Merzalar. Pero será a mediados del siglo XVIII cuando se producirá la explosión demográfica del pueblo con la instalación de la Real Compañía de Comercio en el actual barrio de su nombre. Villanueva pasó de escasos doscientos habitantes a contar los seiscientos en vísperas de la Guerra de Independencia. Durante este período la localidad vivirá uno de los peores episodios de su historia durante los segundos Sitios de Zaragoza, durante el cual el pueblo fue ocupado como cuartel por casi diez mil soldados franceses de la división del General Gazan. Al final de la Guerra la localidad contaba con menos de la mitad de habitantes. El 15 de agosto de 1813 Villanueva eligió su primer ayuntamiento independiente de la ciudad de Zaragoza y se convirtió en municipio gracias a la legislación de las Cortes de Cádiz sobre desamortización de señoríos jurisdiccionales. A mediados del siglo XIX, contaba 130 casas que incluían 113 vecinos y 536 habitantes. Se comenta por entonces cómo el terreno es de buena calidad y participa de secano y huerta. El lugar aparece descrito en el decimosexto volumen del Diccionario geográfico-estadístico-histórico de España y sus posesiones de Ultramar de Pascual Madoz de la siguiente manera:

VILLANUEVA DE GALLEGO: l. con ayunt. de la prov., part. jud., aud. terr. y dióc. de Zaragoza (2 leg.), c. g. de Aragon: sit. en terreno llano á la der. del r. Gállego, en la carretera de Huesca; le baten los vientos del NO. y E.; su clima es templado y afecto á las calenturas intermitentes. Tiene 130 casas, inclusas la del ayunt. y cárcel; escuela de niños á la que concurtren 36, dotada con 1,100 rs.; igl. parr. (el Divino Salvador) de primer ascenso, servida por un cura de provision real ordinaria, y tiene un anejo llamado el Apóstol San Bernabé, dist. 1 leg. en el mismo sitio que existió el pueblo denominado la Junquera, y un cementerio inmediato á la igl. á la parte esterior del pueblo. Confina el térm. por N. con Zuera y Castejon; E. el r. Gállego; S. Zaragoza, y O. Juslibol y Castejon; su estension de N. á S. es de 2 leg y 3 de E. á O.: en su radio y á 1/2 hora del pueblo se encuentran algunos vestigios del ant. pueblo denominado Villanueva de Burjazud; varias casas de campo esparcidas por su hermosa vega, siendo notables la llamada del Hospitalito de huérfanos de la c. de Zaragoza, y el Bayle; una fáb. de papel blanco de mano, propia de D. Pascual Polo y Monge, y otra de papel continuo, conocida por la Zaragozana, perteneciente á Don Santiago Canti; su máquina planteada en 1846 consta de 6 cilindros que en 24 horas reducen á pasta de 50 á 60 a. de trapo, dando por cada minuto 30 pies de papel de 1 metro y 40 céntimos de ancho, el cual por medio del vapor se seca en el momento, quedando ya en disposicion de usarse. El coste de esta máquina solamente fue el de 1.000,000 de rs., poco mas ó menos, sin contar los gastos de trasporte, localidad y reparaciones necesarias del edificio para acomodarla, constituyendo este con las 20 ó 30 casitas para los operarios, una pequeña pobl. dependiente de la jurisd. de Villanueva de Gallego. Tambien se encuentra a 1/2 hora del pueblo en la carretera de Zaragoza á Huesca un establecimiento de aguas minerales hidro-sulfúricas, que no obstante el ser muy reciente su descubrimiento, se hace ya mucho uso de ellas con buen éxito en varias enfermedades; y á la dist. de 1 hora de la pobl. se halla una mina de carbon de piedra, que ha empezado á esplotarse hace poco tiempo. El terreno es de buena calidad; participa de secano y huerta, cuya deliciosa vega fertiliza el r. Gállego. caminos: cruza el pueblo la carretera de Zaragoza a Huesca en buen estado y surtida de ventas. El correo se recibe de la adm. de Zaragoza por el conductor de la de Huesca, tres veces á la semana. prod.: trigo, cebada, maíz, avena, vino, aceite y toda clase de hortalizas, frutas y legumbres; mantiene ganado lanar y cabrio; hay caza de conejos, liebres y perdices, y pesca de madrillas, barbos y anguilas. ind.: la agrícola, un molino harinero y las fáb. de papel antes mencionadas. El comercio consiste en la esportacion de los prod. sobrantes y de papel, importándose sal, jabon, bacalao y otros art. necesarios, para cuyo surtido hay 7 tiendas. pobl.: 113 vec., 536 almas. cap. prod.: 482,684 rs. imp.: 94,600. contr.: 21,283 rs.
(Madoz, 1850, p. 203)

Ya en el siglo XX y tras la crisis papelera y la trasformación de la actividad económica en el cultivo de la remolacha, Villanueva experimentó un considerable aumento de población llegando a los 2000 habitantes hacia 1920.
El núcleo urbano por entonces estaba dividido en dos barrios por la carretera. El Barrio Alto, que constituía el núcleo original del pueblo, y el Barrio Bajo donde se encuentra la Iglesia, el Ayuntamiento, la estación de tren y las casas pertenecientes a las torres. En 1928 se aprobó el Plan general urbano diseñado por el arquitecto Teodoro Ríos y que unía ambas entidades mediante manzanas ortogonales que rodean a un hermoso paseo que va desde la estación de tren hasta la carretera.
Durante la Guerra civil el pueblo se vio ocupado por fuerzas italianas que se encontraban acantonadas en las torres próximas, y aun quedan restos de esta presencia en un almacén en cuyas paredes aparecen grafitis de la época.
Las posguerra supuso un estancamiento de la población y de su actividad económica. En los años cincuenta la población agrícola se volcó en la explotación del monte del Castellar, y en los sesenta las explotaciones forestales de Renfe instalaron una factoría.
En 1975 Villanueva sufrió la expropiación del Castellar y poco después la desaparición de Renfe, tan solo quedó un pequeño polígono industrial.
A finales del siglo XX, en pleno proceso de rururbanizacón, Villanueva volvió a duplicar sus habitantes llegando en la actualidad a más de 4000 habitantes. Actualmente, Villanueva cuenta con la presencia de una importante industria de servicios y es la sede de la Universidad San Jorge.
En su entorno rural hay numerosas casas que aquí, como en otros lugares de Aragón, Cataluña y Murcia, se denominan "torres", que son construcciones residenciales que originalmente fueron propiedad de instituciones religiosas o nobiliarias y que en la actualidad lo son de familias pertenecientes a la burguesía o clase media de Zaragoza. Algunas de ellas, las más representativas, permanecen en pie e incluso habitadas. Otras, por desgracia, han desaparecido; es el caso de la Venta de Coscón. Situada a diez kilómetros de Villanueva, en pleno monte y junto al viejo camino de Castejón, que era la vía romana que unía Zaragoza con Pamplona, daba entrada al monte del Castellar y en la actualidad al campo de maniobras de San Gregorio. De este emblemático edificio tan sólo quedan un par de muros conocidos por "El Santuario" y la "balsa" que menciona Charles R. Vaughan en su viaje junto a José de Palafox en otoño de 1808. La Venta se cita ya en el siglo XVI, pero indudablemente su existencia es anterior; fue "volada" hacia 1985.
Las torres poseen una denominación que ha ido variando generalmente a lo largo del tiempo, por ejemplo hace doscientos años existía una llamada "del Capítulo de la Magdalena" que seguramente hoy día tendrá otro nombre o habrá desaparecido, como es el caso de la del Seminario. Pero generalmente la denominación actual es la misma que hace dos siglos.

### El Comercio
Artículo principal: El Comercio (Barrio)
Esta entidad menor tiene su origen en la población dispersa llamada antiguamente "Merzalar", donde había una ermita con este nombre. En el siglo XV está datada la existencia de un molino papelero, base de lo que después sería la Real Compañía de Comercio que se instaló en Villanueva hacia 1750. El barrio estaba compuesto por dos fábricas: La Blanca y La Zaragozana. Hacia 1800 eran propiedad de Félix Monje, impresor de libros en Zaragoza, trabajaban en ellas unas 50 personas entre oficiales, papeleros, mantenimiento y contaba con tienda, capilla y alguna que otra dependencia aneja.
Madoz menciona que las fábricas del Comercio eran propiedad de los hermanos Ángel y Pascual Polo Monge y se titulaban "La Blanca" y "La Zaragozana". Su especialidad consistía en la fabricación de papel blanco de mano para impresión. La Zaragozana poseía una máquina de seis cilindros los cuales, en 24 horas, reducían a pasta de 50 a 60 áreas de trapo, dando por cada minuto 30 pies de papel.
Por su espléndida vega se distribuían varias casas de campo o torres en las que vivían al menos un tercio de la población del término municipal.
A finales del siglo XIX su último propietario, Santiago Canti, transformó el barrio en una "colonia" donde los obreros de las fábricas poseían una pequeña casa con su huerto anejo y además, para el tiempo libre, podían disponer de un "casino". A principios del siglo XX Papelera Española se hizo cargo de la empresa, y hacia 1910 las fábricas del Comercio cerraron. Hoy día tan sólo queda alguna casita de los obreros y otras construcciones modernas.

## Demografía
Villanueva de Gállego cuenta con una población de 4814 habitantes (INE 2024).
| Gráfica de evolución demográfica de Villanueva de Gállego entre 1842 y 2021                                         |
| |
| Población de derecho según los censos de población del INE Población de hecho según los censos de población del INE |

## Administración y política

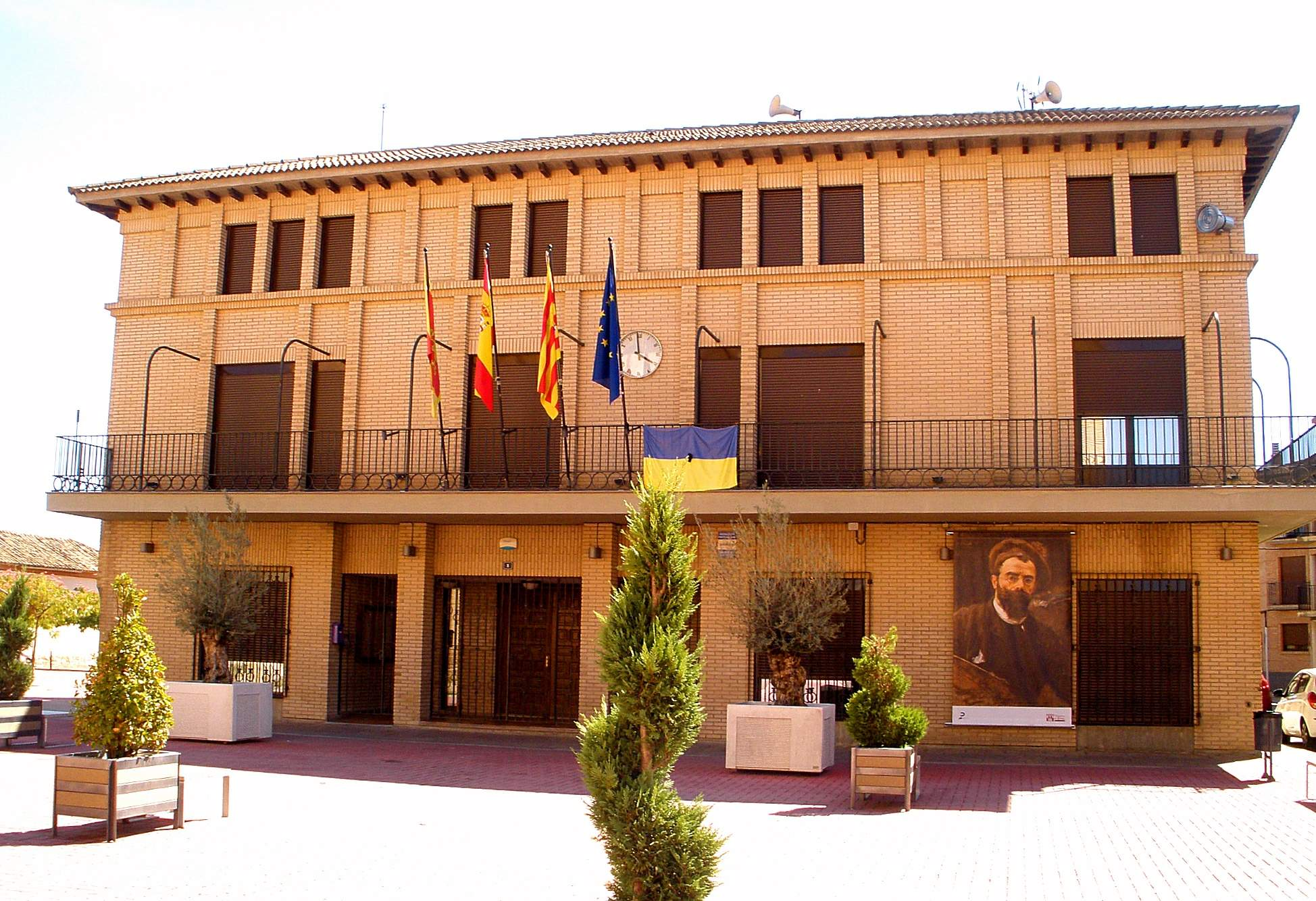
Casa consistorial

### Gobierno municipal
| Período   | Alcalde | Partido      |  |
| --------- | --- | ------------ |  |
| 1979-1983 | José Tomás Calvo Ovede                                                                                           | UCD          |  |
| 1983-1987 | |              |  |
| 1987-1991 | Marcelino Artieda García (1987-1990) Javier Urzainqui Biel (1990-1991)                                           | PSOE CDS     |  |
| 1991-1995 | Javier Urzainqui Biel                                                                                            | PP           |  |
| 1995-1999 | Javier Urzainqui Biel                                                                                            | PP           |  |
| 1999-2003 | Javier Urzainqui Biel (1999-2000) Marcelino Artieda García (2000-2001) José Manuel Garisa Sanagustín (2001-2003) | PP PSOE Ind. |  |
| 2003-2007 | José Manuel Garisa Sanagustín                                                                                    | Ind.         |  |
| 2007-2011 | José Manuel Garisa Sanagustín                                                                                    | Ind.         |  |
| 2011-2015 | Jesús Gayán Carceller                                                                                            | Ind.         |  |
| 2015-2019 | Mariano Marcén Castán (2015-2018) Elisa Sacacia Larrayad (2018-2019)                                             | Cs           |  |
| 2019-2023 | Mariano Marcén Castán                                                                                            | FIA          |  |
| 2023-2027 | Mariano Marcén Castán (2023-2024) Gerardo Lope Aranda (2024 - )                                                  | FIA          |  |

| Partido político    | Partido político                                                   | 2003   | 2007   | 2011   | 2015   |
| Partido político    | Partido político                                                   | Ediles | Ediles | Ediles | Ediles |
|                     | Ciudadanos (CS)                                                    | —      | —      | —      | 5      |
|                     | Partido de los Socialistas de Aragón (PSOE-Aragón)                 | 2      | 1      | 3      | 3      |
|                     | Partido Popular de Aragón (PP)                                     | 1      | 1      | 2      | 2      |
|                     | Compromiso por Aragón (CA)                                         | —      | —      | —      | 0      |
|                     | Federación de los Independientes de Aragón (FIA)                   | —      | —      | 3      | 0      |
|                     | Chunta Aragonesista (CHA)                                          | —      | 0      | 1      | 0      |
|                     | Centro Democrático y Social (CDS)-Centro Democrático Liberal (CDL) | 2      | 3      | 2      | —      |
|                     | Independientes                                                     | 5      | 6      | —      | —      |
|                     | Partido Aragonés (PAR)                                             | 1      | 0      | —      | —      |
|                     | Partido Social Demócrata (PSD)                                     | —      | 0      | —      | —      |
| Total de concejales | Total de concejales                                                | 11     | 11     | 11     | 11     |

### Contaminación del agua
El 24 de septiembre de 2014 el alcalde del pueblo, Jesús Gayán, publicó un bando municipal en el que se prohibía el consumo de agua de boca para beber y para cocinar por contener Lindano por encima de los 0,10 microgramos por litro, concretamente en 0,39. 
Los servicios de emergencia y Protección Civil se dirigieron a la localidad para abastecerles de agua potable a través de puntos de suministro ubicados en frente del Colegio Público, del Ayuntamiento y sitios estratégicos, para que la gente pudiese rellenar sus garrafas.
La prohibición se levantó el 11 de octubre de 2014.

## Símbolos
El 23 de abril de 2006 se presentaron en el Ayuntamiento de Villanueva de Gállego los nuevos emblemas locales, con la presentación del escudo y la bandera.
Se aprovechó la ocasión para homenajear a los alcaldes de Villanueva de estos últimos 25 años de democracia.
En esta fecha tan señalada (23 de abril, día de San Jorge, Patrón de Aragón) se aprovecha para celebrar en la localidad múltiples actividades, comida popular, paseo en bicicleta, cabezudos.

## Monumentos y lugares de interés

### Iglesia del Salvador

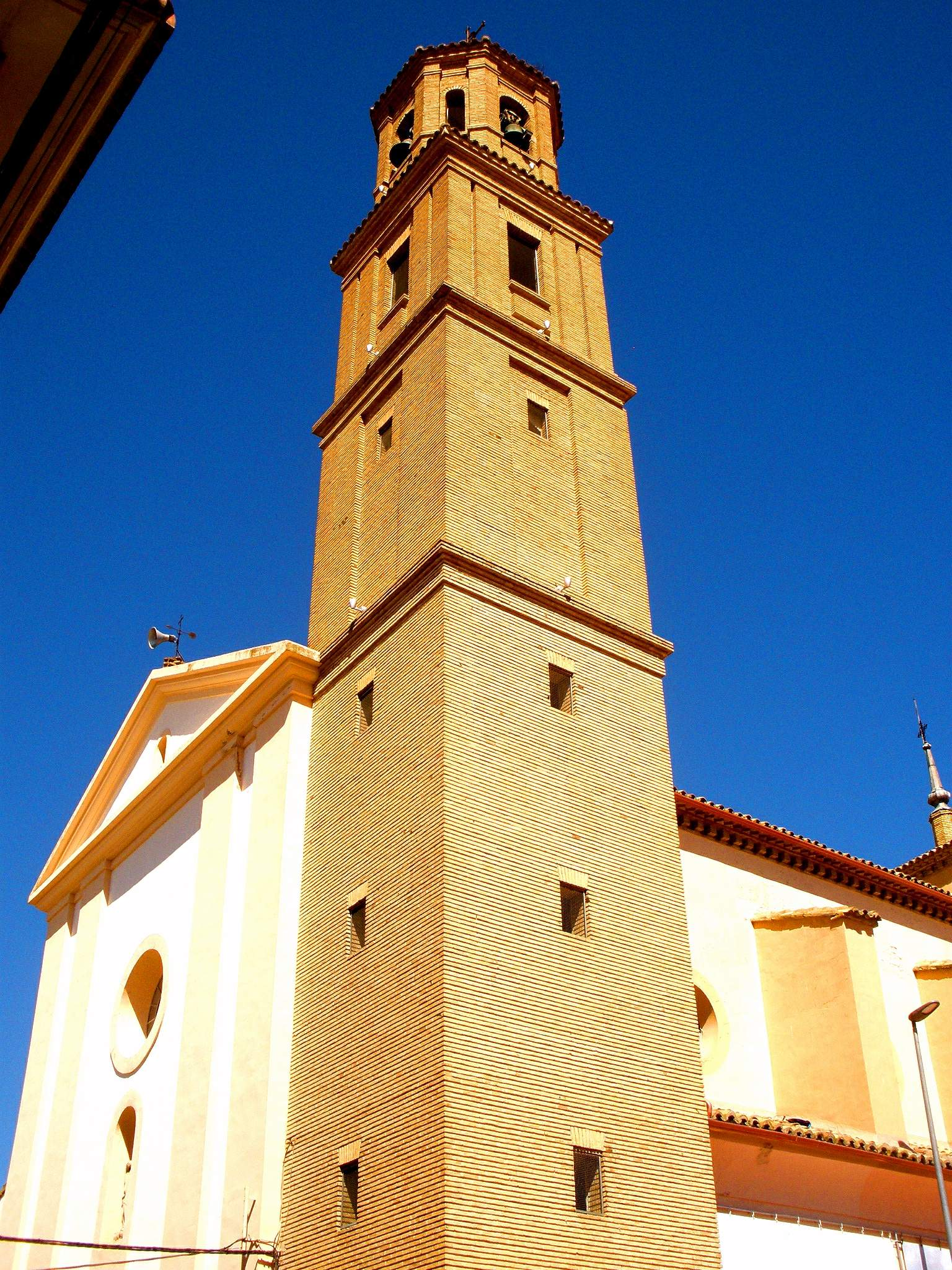
Iglesia del Salvador

De estilo neoclásico, construida en ladrillo y tapial, con bóveda de lunetos y capillas entre contrafuertes, portada sencilla con frontón rectangular. El Altar Mayor de la iglesia es de estilo barroco tallado por los hermanos Mesa a principios del siglo XVIII, procedente de la iglesia de Santiago de Zaragoza (desaparecida). La torre cuadrangular dispone de dos campanas; la que mira a la calle Pradilla se conoce como Nuestra Señora del Carmen, y la campana que mira a la plaza es conocida con el nombre de Valeriana. Existe otra torre de estilo mudéjar que se levantó a los pies de la antigua iglesia en el siglo XVI, de estructura cristiana, de dos cuerpos separados por ménsulas de ladrillo resaltado a modo de cornisa; el cuerpo inferior se decora con un friso de esquinillas a tresbolillo y paño de retícula romboidal, el superior presenta dos arcos cegados parcialmente con ladrillo caravista.
En este templo se encuentra la Virgen de Burjazud, una talla románica que procede, seguramente, del antiguo azud de Rabal; la devoción a esta imagen está documentada ya en el siglo XII.

### Torre del Hospitalico
No se sabe a ciencia cierta cuál es la antigüedad de este edificio. Documentos del siglo XII mencionan en esta zona la llamada "Almenara de Burjazud". Asunción Fernández Doctor escribe que un sacerdote de Escatrón, de nombre Antonio Tena, dona en su testamento al Hospital Provincial de Nuestra Señora de Gracia, en 1474, un edificio junto al Gállego. Lo cierto es que en el siglo XVII es conocida como torre de Gracián y comienza a denominarse del Hospitalico ya en el XVIII, por ser posesión del Hospitalico de Niños Huérfanos de San Gil. Se cuentan muchas leyendas sobre su uso durante la Guerra de Independencia. Junto a este lugar se encontraba la ermita de Burjazud.

### Torre Guallart
Su historia se pierde en el pasado. Junto a ella se encontró, hacia 1960, un mosaico perteneciente a una villa romana. En 1152 se instaló la orden del Cister, fundando la Abadía de Juncería. Los cistercienses abandonaron el lugar a principios del siglo XIII y marcharon a Escatrón, donde fundaron el monasterio de Rueda. La torre de la Juncería aún era conocida con este nombre en el siglo XV. A finales de este funcionaba un molino papelero que más tarde se transformaría en una fábrica que funcionó hasta el primer tercio del siglo XX. Durante un siglo perteneció a la Compañía de Jesús (jesuitas), hasta su expulsión en 1768. Desde entonces y hasta el período desamortizador fue propiedad del Cabildo Zaragozano. Desde entonces tomó el nombre actual de torre de Guallart, por ser este su propietario. Durante el último cuarto del siglo XX la torre estuvo abandonada, hasta su adquisición por un industrial que ha realizado mejoras en su estructura. El paraje de la torre es interesante pues está rodeada de sotos y vegetación perteneciente a la ribera del Gállego, rodeada de campos de cultivo y de árboles centenarios, algunos de los cuales han desaparecido.

### Torre del Bayle
Bayle era bajo el Reyno de Aragón un gobernador o representante real que podía cumplir con funciones fiscales o de administración. De hecho este edificio era conocido en el siglo XVII como "torre del Gobernador". Perteneció al Conde de Robres y en la actualidad es propiedad particular. Se encuentra situada junto al barrio del Comercio

### Torre Lindar
Se trata de una torre exenta situada en el límite de los términos de Villanueva de Zaragoza, este edificio fue del Conde de Aranda y constituyó en la antigüedad un anexo a la parroquia de Villanueva bajo la advocación del apóstol Bernabé, protagonizando numerosas cargas feudales sobre derechos y obligaciones de los de Villanueva con el condado de Aranda primero y los duques de Faura después. Junto a este edificio se encontraba el batán de pelaires de Zaragoza y sobre este se levantó, hacia 1830, una fábrica de papel llamada "Las Navas" y que estuvo en funcionamiento hasta finales del siglo XX.

### Torre de San Miguel
En sus inmediaciones se ha encontrado un sarcófago de origen romano, lo que indica su posible antigüedad. Enclavada en uno de los parajes más bellos de Villanueva, por desgracia hoy día se encuentra rodeada por un polígono industrial y en avanzado estado de abandono. Perteneció a los padres mercedarios de San Pedro Nolasco de Zaragoza y fue famosa en el siglo XIX por poseer una fuente de aguas termomedicinales de la que se consumía bastante en la Capital; hoy día esta fuente se encuentra cerrada. Cuenta la leyenda que entre sus muros hubo un cuartel francés durante la Guerra de Independencia y que era un lugar donde solía atracar el bandolero Cucaracha, por estar muy próxima a la carretera y rodeada de barrancos.

### El Tinajón
Este antiguo depósito de agua fue inaugurado el 27 de enero de 1934 y está construido por una gruesa pared de cemento de casi medio metro de ancho, reforzado por ladrillo en forma de cúpula sobre tambor. En realidad, su función era la de un depósito auxiliar para la distribución del agua, no para el almacenamiento de agua. Próximamente[¿cuándo?] servirá como emisora de la radio local.

## Cultura

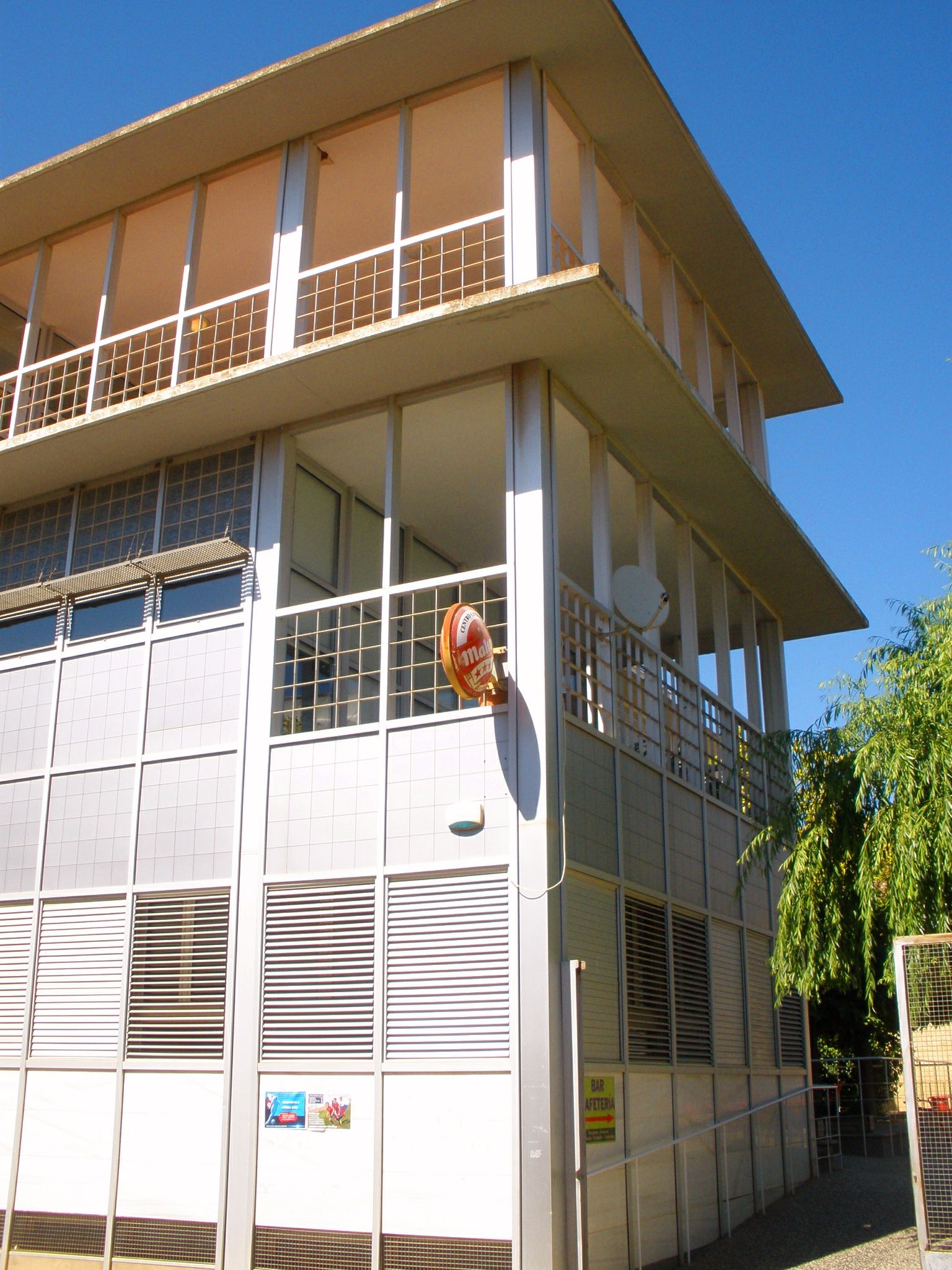
Biblioteca Municipal

El principal evento cultural de Villanueva de Gállego es el Concurso de pintura Francisco Pradilla. Se celebra anualmente, y en el año 2008 celebró su XXI edición. El primer premio lo obtuvo la obra LUNA GRIS de Pedro José Sanz López (con una dotación de 4.000€); dos 2.º premios para las obras UN SOL, de Carmelo Camacho, y QUINTO CURSO de Carolina Antón, (dotados con 2.500€ cada uno). Se presentaron más de 100 obras, de las cuales se seleccionaron 25, que estuvieron expuestas en la sala de exposiciones del centro cultural.
Desde el año 2006 se celebra con gran éxito de público el Festival de Tapas y Danzas. El festival de danza consiste en que varios establecimientos hosteleros presentan a concurso una tapa; los vecinos recorren los bares dando puntuación a cada tapa degustada, y la que obtiene mayor puntuación gana el concurso. El recorrido entre bares se ameniza con diversos grupos de danza.
Otro evento que cada año congrega más adeptos es el Festival aptc que se celebra en la localidad zaragozana hacía el mes de julio. El festival combina música tradicional traída de otros confines como Argelia, Cuba o Turquía con grupos españoles de gran renombre como Los especialistas, DanzaInvisible, Pastora, Mikel Erentxun, etc. Cuenta con zona de acampada libre, talleres de malabares, danza, hip-hop y un gran número de actividades.

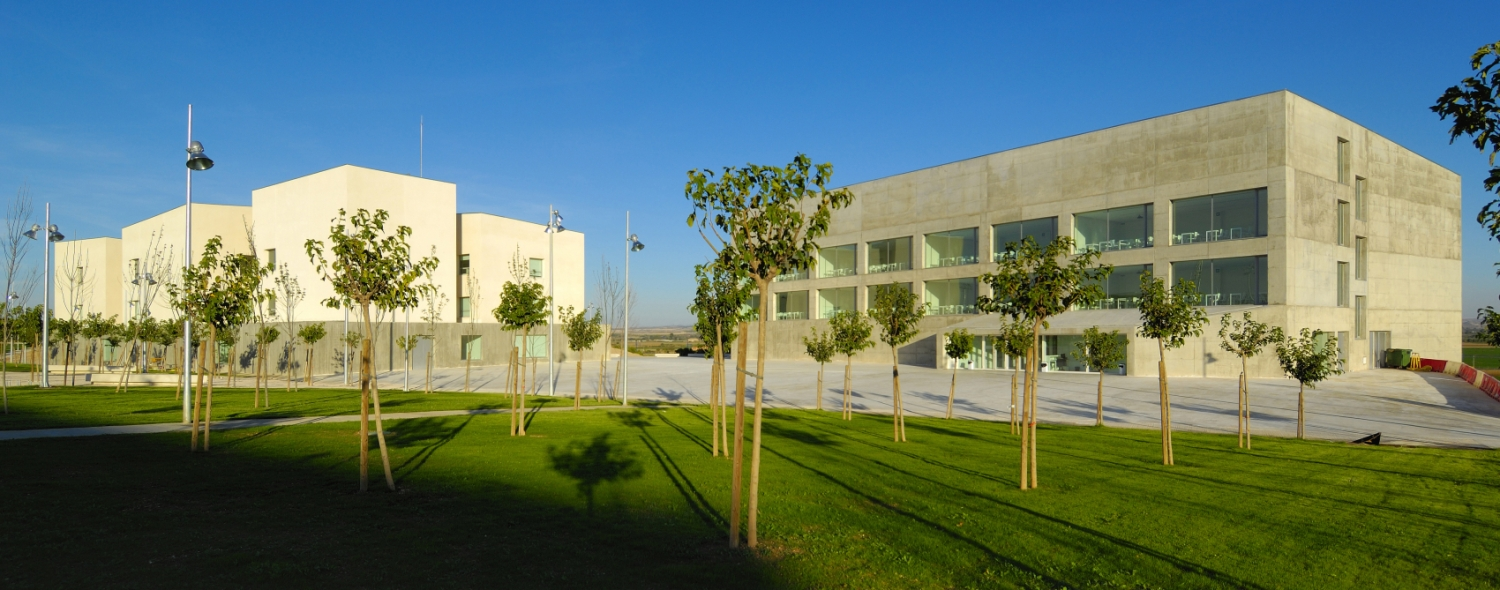
Universidad San Jorge

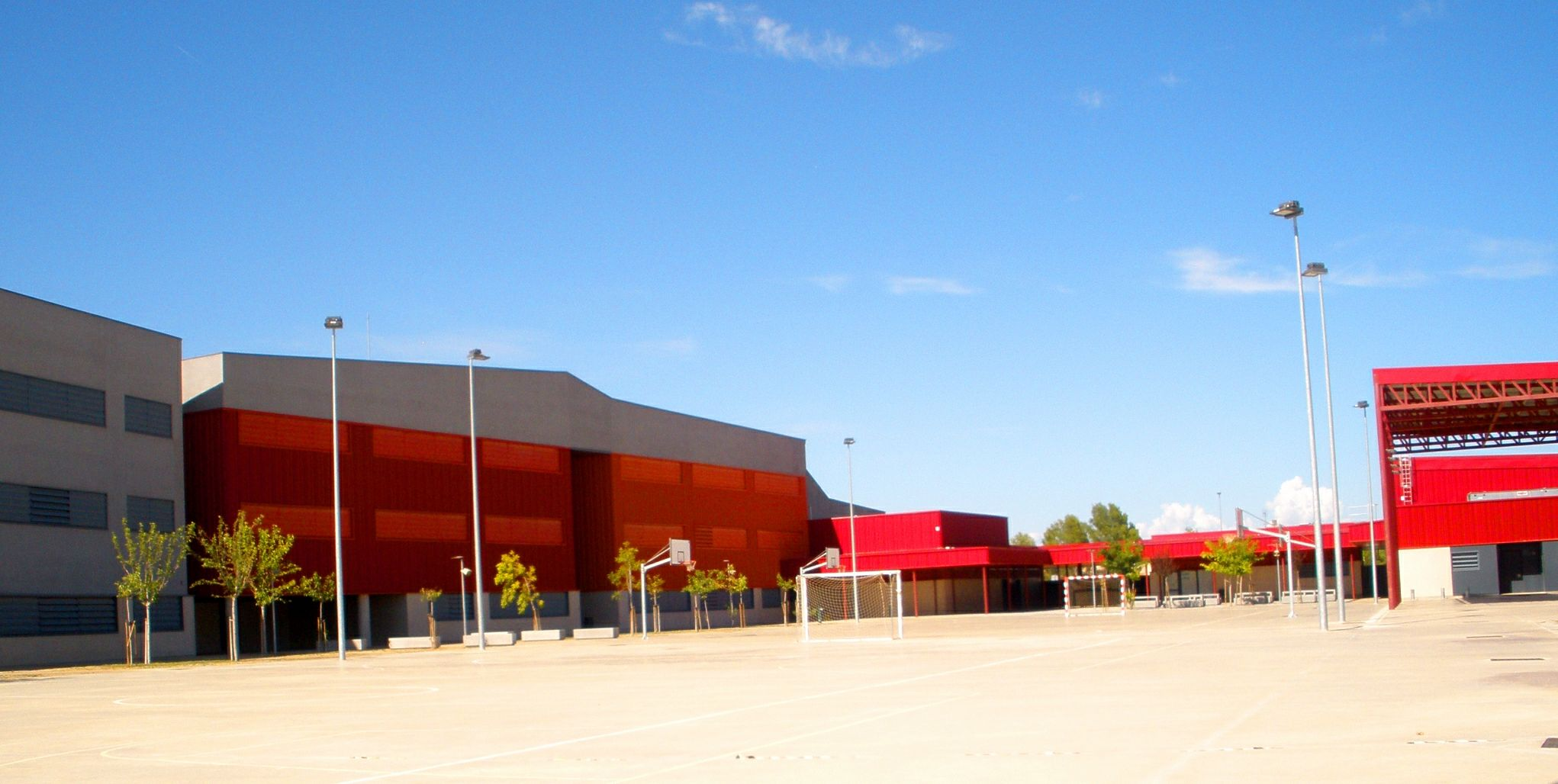
El IES Villanueva de Gállego, inaugurado en 2019

Otra cita importante, en el mes de noviembre, es la que organiza la Asociación de Malabaristas de Zaragoza (AMZ) en Villanueva de Gállego, con el fin de que sirva de punto de encuentro en el circuito español de circo.
Villanueva cuenta con un conjunto dónde diversas asociaciones realizan actividades, son las Escuelas Viejas situadas en el casco más antiguo del municipio, donde también es típico reunirse en San Antón y Jueves Lardero, se aprovecha así este conjunto de divulgación del saber y cultura. 
Dónde también son muchas las ocasiones en las que se realizan conferencias y charlas es el salón Jesús Cativiela, hombre emprendedor en su época.
El Colegio Público Pintor Pradilla divulga saber y valores a los más pequeños de la localidad, con un proyecto educativo de calidad.
Que se completa con la construcción en la actualidad del Instituto de Secundaria cuyo nombre es IES Villanueva de Gállego, que comenzará su andadura antes de finalizar el año 2018.
El campus principal de la Universidad San Jorge está ubicado en el término municipal de Villanueva de Gállego.
Además, un fin de semana al año los bares se ponen de acuerdo para conformar un fin de semana en el que cada bar da un concierto. En este fin de semana se ven diferentes grupos y estilos en los bares.
Villanueva tiene a gala presumir del bautismo artístico de Miguel Fleta, pues fue durante las Fiestas de 1917 cuando fue descubierto por Miguel Asso y Romualdo Arana (Sansón de Zuera). También se siente orgullosa de su pasado musical, pues posee una de las bandas de música más antiguas de Aragón: su funcionamiento está datado, al menos, desde 1880. En 1912 obtuvo el primer premio del certamen Fiestas del Pilar.
No olvidar la repostería local, sobre todo las rosquillas de moda (bocaditos de nata gigantes) o las tortas huecas, especie de panettone.

### Otras historias
Existe una leyenda que cuenta la existencia de un largo pasadizo que atraviesa todo el barrio bajo, uniendo todas las casas bajo sus cimientos. La existencia de subterráneos está muy extendida en la localidad, sobre todo por las torres. Según se dice, de cada uno de ellas parte un pasadizo que las comunica con la cartuja de Aula Dei, al otro lado del Gállego (de ser así, alguno de estos pasadizos alcanzaría la longitud de 5 kilómetros). Esta leyenda tiene su origen seguramente para encontrar una explicación a los paseos que, hasta hace muy poco, realizaban los cartujos por la huerta villanovense (realmente lo hacían cruzando el azud de Urdán); la presencia de éstos impresionaría a los más pequeños, a quienes se les advertiría de esta circunstancia para que no se aventuraran por los subterráneos, ya que si aparecían en la Cartuja jamás podrían volver a casa.
La Guerra de Independencia es un auténtico referente local; se cuenta que en Villanueva existía un cuartel francés durante los Sitios, y que los soldados acantonados en la localidad entraban en las casas para cometer todo tipo de abusos en ellas. Uno de estos franceses, al entrar en casa de un labrador, se encontró con que este le aguardaba tras la puerta con un hacha. El villanovense degolló al militar, y acto seguido echó el cadáver en un volquete lleno de estiércol y lo enterró en la era. Algo de cierto tendrá esta historia cuando hace unos años aparecieron en las obras de una casa restos humanos bajo un uniforme militar del siglo XIX. Otra versión de la leyenda dice que el labriego arrojó al francés a la acequia y que al verlo sus compañeros, las tropas de Napoleón, llevaron a cabo una brutal represión que obligó a los villanovenses a huir del pueblo y refugiarse en los pinares.

### Fiestas
En Villanueva de Gállego se celebran dos grandes fiestas patronales. Las primeras, denominadas “fiestas pequeñas”, el 15 de mayo en honor a San Isidro Labrador, festividad que se instituyó en los años cincuenta del siglo XX como patrón de la Cooperativa del campo. En los años ochenta pasó a ser organizada por el Ayuntamiento. La segunda en honor a las Santas Reliquias. Se trata de un relicario de plata sobredorada que se conserva en Villanueva desde principios del siglo XVII, procede de la Cartuja de Nª Sra. de los Ángeles en Roma, trasladada a este lugar desde su origen en la Cartuja de San Vito, en la ciudad alemana de Ratisbona.
Tradicionalmente las Santas Reliquias se han venido celebrando el último domingo del mes de septiembre, coincidiendo con la llamada "San Miguelada", que era el período en que se cambiaban determinados empleos públicos, se renovaban los contratos de peonaje y se comenzaban las labores de siembra. Durante el último cuarto del siglo XX se adelantaron al primer domingo de septiembre, y desde hace unos años se pasaron a principios de agosto.
Otras fiestas de gran raigambre en la localidad: son santa Águeda; el cinco de febrero de cada año las mujeres celebran su festividad, y en tiempos pasados había baile en el que las chicas "sacaban a bailar" a los chicos; y san Antón, el 17 de enero. Los villanovenses lo celebran haciendo arder hogueras.
En Navidad también se celebran numerosos actos. Entre los más tradicionales, además de los relacionados con la religión como la celebración de la cabalgata de Reyes o la representación de un Belén viviente, cabe destacar la plantada del "chopo" por los quintos de la localidad y la celebración de la festividad de Nª Sra. de la Esperanza en honor de las mujeres embarazadas.

## Localidades hermanadas
- Pavie (Francia). Hace unos años gente de la localidad que tenían familiares en Pavie (Francia), y que se visitaban con asiduidad, decidieron crear una liguilla de fútbol. Con el tiempo a estos encuentros de familiares se fueron sumando amigos. Tal era la camaradería que el 28 de octubre de 2000, las dos localidades decidieron formalizar esta gran amistad, dando lugar al hermanamiento de Villanueva de Gállego y Pavie.